# Stellan Skarsgård
Stellan John Skarsgård (Gotemburgo, 13 de junio de 1951) es un actor sueco de cine, televisión y teatro. Ganó el Oso de Plata del Festival Internacional de Cine de Berlín de 1982, entre otros.
Algunos de sus papeles más conocidos son el del profesor Lambeau en Good Will Hunting, el de Bill Anderson en la película Mamma Mia!, el de Bill «Bootstrap» Turner en la saga «Piratas del Caribe», el del Dr. Erik Selvig en las películas Thor (2011), The Avengers (2012), Thor: The Dark World (2013) y Avengers: Age of Ultron (2015), y el barón Vladimir Harkonnen en Dune (2021) y Dune: parte dos (2024).

## Biografía

### Primeros años
Nacido en Gotemburgo, es hijo de Jan Skarsgård y Gudrun Larsson. Vivió sus primeros años en la ciudad de Malmö, trasladándose a menudo a otras ciudades como Totebo, Kalmar, Marielund y Upsala. Realizó sus estudios en la ciudad de Helsingborg, donde se graduó.

### Carrera
Skarsgård empezó su carrera en la interpretación muy temprano. Su primer trabajo fue como actor juvenil en la producción para la televisión sueca Bombi Bitt och jag, en 1968, con 16 años de edad. A la edad de 20 años ya tenía una gran experiencia en cine, televisión, y teatro.
Entre 1972 y 1988 trabajó en el Real Teatro Dramático de Estocolmo y realizó diversos roles en la televisión sueca.
Ganó un Oso de Plata del Festival de Berlín y el premio sueco Guldbaggen por su actuación en la película sueca Den enfaldige mördaren, en 1982.
En 1985 trabajó por primera vez en una película realizada en Hollywood, Noon Wine. Al año siguiente participó en la obra teatral Ett drömspel, y en 1988 participó en las obras teatrales Vita rum y Mäster Olof, en el Teatro Dramático Real de Estocolmo.
En 1990 volvió a ganar el premio Guldbaggen por su actuación como Carl Hamilton en la película Täcknamn Coq Rouge, en 1989.
Skarsgård fue candidato para trabajar bajo la dirección de Steven Spielberg en el papel de Oskar Schindler en la película La lista de Schindler. Aunque este papel recayó finalmente en Liam Neeson, más tarde Skarsgård sería contratado para la película del mismo director Amistad, en la que tuvo un papel secundario.
Se unió profesionalmente en 1994 al director danés Lars von Trier, con quien trabajó en la miniserie The Kingdom y en las películas Breaking the Waves (1996), Dogville (2003), Melancholia (2011), junto a su hijo Alexander Skarsgård, y Nymphomaniac (2013).
Sus principales roles han sido los del padre Merrin en las películas Exorcist: The Beginning y Dominion: Prequel to the Exorcist, William «Bootstrap Bill» Turner en la segunda y en la tercera película de Piratas del Caribe y Bill Anderson en Mamma Mia!. También trabajó en películas como Ronin, La casa de cristal, Deep Blue Sea, Helena de Troya, El rey Arturo, Los fantasmas de Goya y Ángeles y demonios.
Más recientemente ha interpretado al Dr. Selvig en las adaptaciones cinematográficas de los cómics de Marvel, Thor y The Avengers y como Boris Shcherbina en la serie Chernobyl.

### Vida personal
Estuvo casado con My Skarsgård, con quien tiene seis hijos, cuatro de los cuales son reconocidos actores: Alexander Skarsgård (1976), Gustaf Skarsgård (1980), Bill Skarsgård (1990) y Valter Skarsgård (1995), además de Sam y Eija. En 2009 se casó con Megan Everett, con la que tiene otros dos hijos: Ossian y Kolbjorn.

## Vídeos musicales
Aparece en el vídeo musical de la canción «Sadness is a Blessing», de la cantante sueca Lykke Li.

## Filmografía

### Películas
| Año  | Título                                                               | Personaje                                | Notas     |
| ---- | -------------------------------------------------------------------- | ---------------------------------------- | --------- |
| 1972 | The Firmafesten                                                      |                                          |           |
| 1972 | Strandhugg i somras                                                  |                                          |           |
| 1972 | Magnetisören                                                         |                                          |           |
| 1973 | Fem døgn i August                                                    |                                          | Telefilme |
| 1973 | Bröllopet                                                            |                                          |           |
| 1974 | Anita - ur en tonårsflickas dagbok                                   |                                          |           |
| 1977 | Tabu                                                                 |                                          |           |
| 1977 | Hemåt i natten                                                       |                                          |           |
| 1982 | Den enfaldige mördaren                                               | Sven                                     |           |
| 1983 | P & B                                                                |                                          |           |
| 1983 | La escuela de las mujeres                                            | Horace                                   | Telefilme |
| 1984 | Åke och hans värld                                                   |                                          |           |
| 1985 | Falsk som vatten                                                     |                                          |           |
| 1985 | Noon Wine                                                            |                                          |           |
| 1985 | Pelle Svanslös i Amerikatt                                           |                                          |           |
| 1986 | Ormens väg på hälleberget                                            |                                          |           |
| 1987 | Jim & piraterna Blom                                                 |                                          |           |
| 1987 | Hip Hip Hurrah!                                                      |                                          |           |
| 1988 | The Unbearable Lightness of Being                                    |                                          |           |
| 1988 | Vargens tid                                                          |                                          |           |
| 1988 | Friends                                                              |                                          |           |
| 1988 | The Perfect Murder                                                   |                                          |           |
| 1989 | S/Y Glädjen                                                          |                                          |           |
| 1989 | Täcknamn Coq Rouge                                                   |                                          |           |
| 1989 | Kvinnorna på taket                                                   |                                          |           |
| 1989 | Förhöret                                                             |                                          |           |
| 1990 | La caza del Octubre Rojo                                             | Capitán Viktor Tupolev                   |           |
| 1990 | God afton, Herr Wallenberg                                           |                                          |           |
| 1991 | Oxen                                                                 |                                          |           |
| 1992 | Den demokratiske terroristen                                         |                                          |           |
| 1992 | La fuerza del viento                                                 | Joe Heiser                               |           |
| 1993 | Kådisbellan                                                          |                                          |           |
| 1993 | Sista dansen                                                         |                                          |           |
| 1995 | Jönssonligans största kupp                                           |                                          |           |
| 1995 | Kjærlighetens kjøtere                                                |                                          |           |
| 1995 | Hundarna i Riga                                                      |                                          |           |
| 1996 | Harry och Sonja                                                      |                                          |           |
| 1996 | Breaking the Waves                                                   | Jan                                      |           |
| 1997 | Insomnia                                                             |                                          |           |
| 1997 | My Son the Fanatic                                                   |                                          |           |
| 1997 | Amistad                                                              |                                          |           |
| 1997 | Good Will Hunting                                                    | Prof. Gerald Lambeau                     |           |
| 1997 | Glasblåsarns barn                                                    |                                          |           |
| 1998 | Savior                                                               |                                          |           |
| 1998 | Ronin                                                                | Gregor                                   |           |
| 1999 | Deep Blue Sea                                                        |                                          |           |
| 2000 | Passion of Mind                                                      |                                          |           |
| 2000 | Signs & Wonders                                                      |                                          |           |
| 2000 | Timecode                                                             |                                          |           |
| 2000 | Dancer in the Dark                                                   |                                          |           |
| 2000 | Aberdeen                                                             |                                          |           |
| 2000 | The Hire: Powder Keg                                                 |                                          |           |
| 2000 | Kiss Kiss (Bang Bang)                                                |                                          |           |
| 2001 | Taking Sides                                                         |                                          |           |
| 2001 | The Glass House                                                      | Terrence 'Terry' Glass                   |           |
| 2002 | City of Ghosts                                                       | Joseph Kaspar                            |           |
| 2003 | No Good Deed                                                         |                                          |           |
| 2003 | Att döda ett barn                                                    |                                          | Voz       |
| 2003 | Dogville                                                             |                                          |           |
| 2004 | El rey Arturo                                                        | Cedric                                   |           |
| 2004 | El exorcista: el comienzo                                            | Padre Merrin                             |           |
| 2005 | Beowulf & Grendel                                                    | Rey Hrothgar                             |           |
| 2006 | Dominion: Prequel to the Exorcist                                    | Padre Merrin                             |           |
| 2006 | Pirates of the Caribbean: Dead Man's Chest                           | Bill «El Botas» Turner                   |           |
| 2006 | Los fantasmas de Goya                                                | Francisco de Goya                        |           |
| 2007 | Piratas del Caribe: en el fin del mundo                              | Bill «El Botas» Turner                   |           |
| 2007 | Arn – The Knight Templar                                             |                                          |           |
| 2008 | Mamma Mia!                                                           | Bill Anderson                            |           |
| 2008 | WΔZ                                                                  | Eddie Argo                               |           |
| 2008 | God on Trial                                                         |                                          |           |
| 2008 | Arn – The Kingdom at Road's End                                      |                                          |           |
| 2009 | Ángeles y demonios                                                   | Comandante de la Guardia Suiza "Richter" |           |
| 2009 | Boogie Woogie                                                        |                                          |           |
| 2009 | Metropia                                                             |                                          | Voz       |
| 2010 | En ganske snill mann                                                 |                                          |           |
| 2010 | La isla de los olvidados (King of Devil's island - Kongen av Bastøy) | Håkon                                    |           |
| 2010 | Frankie and Alice                                                    | Dr Oz                                    |           |
| 2011 | Melancolía                                                           | Jack                                     |           |
| 2011 | The Girl with the Dragon Tattoo                                      | Martin Vanger                            |           |
| 2011 | Thor                                                                 | Dr. Selvig                               |           |
| 2012 | The Avengers                                                         | Dr. Selvig                               |           |
| 2013 | Thor: The Dark World                                                 | Dr. Selvig                               |           |
| 2013 | Nymphomaniac                                                         | Seligman                                 |           |
| 2013 | El médico                                                            | Barbero                                  |           |
| 2013 | Romeo y Julieta                                                      | Príncipe Escalus                         |           |
| 2014 | Por orden de desaparición (Kraftidioten)                             | Nils Dickman                             |           |
| 2014 | Hector and the Search for Happiness                                  | Edward                                   |           |
| 2015 | Avengers: Age of Ultron                                              | Dr. Selvig                               |           |
| 2015 | La Cenicienta                                                        | El Gran Duque                            |           |
| 2016 | Our Kind of Traitor                                                  | Dima                                     |           |
| 2017 | Return to Montauk                                                    | Max Frisch                               |           |
| 2017 | Borg McEnroe                                                         | Lennart Bergelin                         |           |
| 2017 | Moomins and the Winter Wonderland                                    | Moominpappa                              |           |
| 2017 | Gordon & Paddy                                                       | Gordon                                   |           |
| 2018 | El hombre que mató a Don Quijote                                     | The Boss                                 |           |
| 2018 | Mamma Mia! Here We Go Again                                          | Bill Anderson / Kurt                     |           |
| 2019 | Out Stealing Horses                                                  | Trond                                    |           |
| 2019 | El pájaro pintado                                                    | Hans                                     |           |
| 2021 | Apstjärnan                                                           | Tord                                     |           |
| 2021 | Dune                                                                 | Vladimir Harkonnen                       |           |
| 2022 | Thor: Love and Thunder                                               | Erik Selvig                              |           |
| 2024 | Dune: parte dos                                                      | Vladimir Harkonnen                       |           |

### Series de televisión
| Año  | Título                   | Personaje        | Episodio/s  |
| ---- | ------------------------ | ---------------- | ----------- |
| 1968 | Bombi Bitt och jag       |                  | Miniserie   |
| 1997 | Riket II                 |                  | Miniserie   |
| 2002 | Power Rangers wild force |                  |             |
| 2003 | Helena de Troya          |                  | Miniserie   |
| 2008 | Entourage                |                  | 3 episodios |
| 2016 | River                    |                  |             |
| 2019 | Chernobyl                | Borís Shcherbina | Miniserie   |
| 2022 | Andor                    | Luthen Rael      | Serie       |

## Premios y reconocimientos
Festival Internacional de Cine de Berlín
| Año  | Categoría                                        | Película           | Resultado |
| ---- | ------------------------------------------------ | ------------------ | --------- |
| 1982 | Oso de Plata a la mejor interpretación masculina | El asesino cándido | Ganador   |

| Año  | Resultado | Evento                                          | Categoría                                                                 | Papel en la película                         |
| ---- | --------- | ----------------------------------------------- | ------------------------------------------------------------------------- | -------------------------------------------- |
| 1982 | Ganador   | Premio Guldbaggen                               | Mejor actor                                                               | Sven en Den enfaldige mördaren               |
| 1990 | Ganador   | Premio Guldbaggen                               | Mejor actor                                                               | Carl Hamilton en Täcknamn Coq Rouge          |
| 1998 | Nominado  | Premios Screen Actors Guild                     | Mejor actor de reparto                                                    | Profesor Gerald Lambeau en Good Will Hunting |
| 1998 | Ganador   | Premios del Cine Europeo                        | Logro destacado europeo en cine mundial                                   | Tappan en Amistad                            |
| 2000 | Nominado  | Premios del Cine Europeo                        | Mejor actor                                                               | Tomas en Aberdeen                            |
| 2001 | Nominado  | Premios del Cine Europeo                        | Mejor actor                                                               | Wilhelm Furtwängler en Taking Sides          |
| 2002 | Ganador   | Festival Internacional de Cine de Mar del Plata | Mejor actor                                                               | Wilhelm Furtwängler en Taking Sides          |
| 2003 | Nominado  | Premios Chlotrudis                              | Mejor actor                                                               | Tomas en Aberdeen                            |
| 2004 | Nominado  | Premios Bodil                                   | Mejor actor secundario                                                    | Chuck en Dogville                            |
| 2004 | Nominado  | Robert Festival                                 | Premio Robert al mejor actor secundario                                   | Chuck en Dogville                            |
| 2005 | Nominado  | Premios Teen Choice                             | Selección de escena de película de miedo                                  | Padre Merrin en Exorcist: The Beginning      |
| 2008 | Nominado  | Premios Satellite                               | Mejor actor en una miniserie o una película realizada para televisión     | Baumgarten en God on Trial                   |
| 2009 | Nominado  | Premios People's Choice                         | Reparto favorito                                                          | Bill Anderson en Mamma Mia!                  |
| 2020 | Ganador   | Premios Globo de Oro                            | Mejor actor de reparto en una serie, miniserie o película para televisión | Boris Shcherbina en Chernobyl                |